# Metuje
 (janvier 2016).
Si vous disposez d'ouvrages ou d'articles de référence ou si vous connaissez des sites web de qualité traitant du thème abordé ici, merci de compléter l'article en donnant les références utiles à sa vérifiabilité et en les liant à la section « Notes et références ».
La Metuje (en allemand : Mettau) est une rivière de la Tchéquie d'une longueur de 78 km. Elle est un affluent en rive gauche de l'Elbe, qu'elle rejoint au niveau de la ville de Jaroměř.

## Cours
La Metuje arrose successivement les villes de :
- Teplice nad Metují ;
- Česká Metuje ;
- Bezděkov nad Metují ;
- Hronov ;
- Náchod ;
- Nové Město nad Metují.